# آسکلپیجنیا
آسکلپیجنیا (زبان یونانی: Ἀσκληπιγένεια؛ ۴۳۰ – ۴۸۵ پس از میلاد) فیلسوف امپراتوری بیزانس اهل آتن بود.
آسکلپیجنیا دختر پلوتارک آتنی بود. او در کنار برادرش هیریوس در مدرسه نوافلاطونی آتن تحصیل و تدریس کرد. این مدرسه با مدرسه علمی‌تر اسکندریه در رقابت بود. مانند دیگر نوافلاطونیان آن زمان، او عمدتاً ارسطو و افلاطون و همچنین فلسفه پدرش را مطالعه کرد. او به‌دلیل تضاد بین متافیزیک نوافلاطونی، که در آکادمی پلوتارک تدریس می‌شد و مسیحیت، که در آن زمان محبوبیت بیشتری پیدا می‌کرد، در یک بافت تاریخی آشفته زندگی می‌کرد.
پلوتارک آتنی تلاش کرد تا آموزه‌های ارسطو و افلاطون را متحد کند و با این کار عقاید بت‌پرستی متضاد متشکل از کرامات و عرفان (جادو) را که از پدرش نستوریوس آموخته بود، گرد هم آورد و آن دانش را به آسکلپیجنیا منتقل کرد. پس از مرگ پلوتارک، آسکلپیجنیا مدرسه و نحوه آموزش دانش‌آموزان آن را به ارث برد. آسکلپیجنیا به‌عنوان یک فیلسوف تحسین‌شده در مدرسه آتن، به تدریس پروکلس لیکایوسادامه داد، که شناخته‌شده‌ترین شاگرد او شد. او نه‌تنها فلسفه‌های ارسطو و افلاطون را به او آموخت، بلکه آموزه‌هایی را در هنرهای عرفان و کرامات که پدرش پیش از مرگش تنها به او منتقل کرده بود، در آموزشش گنجاند.